# Köpmangatan (Stockholm)
Köpmangatan er en gade i Gamla stan (in medio vici dicti köpmangatu / på Köpmännens gata/ år 1323) som er Stockholms ældste kendte gadenavn. Sandsynligvis kommer navnet fra at købmænd i middelalderen havde sine salgslokaler her.

## Historie
I middelalderen udgjorde Köpmangatan hovedfærdselsården mellem Stortorget og Fiskartorget som lå udenfor den østlige del af bymuren, og som var det største torv og et specielt handelstorv i middelalderens Gamla stan. Det lå omtrent hvor Brunnsgränd og Diana-karréen ligger i dag.
Indenfor bymuren fandtes der i middelalderen en port med en hvælving mellem Pegasus-karréen i nord og Perseus-karréen i syd, det var Köpmanporten som blev revet ned i 1685. Denne pladsen blev også efter at porten var nedrevet kaldt Köpmanvalvet og senere for Köpmantorget (Kiöpmanne Torget 1733).

## Bygninger og karréer
- Köpmangatan 3 / Själagårdsgatan 2, Bartelska og Törneska husen, byggnadsminne fra mai 1990
- Köpmangatan 5, her har Samfundet S:t Erik sine lokaler
- Köpmangatan 26 / Stortorget 1, her har Stockholms domkyrkoförsamling sine lokaler
- Cepheus-kvartalet på sørsida av gata
- Phaeton-kvartalet på nordsida av gata
- Pygmalion-kvartalet på nordsida av gata

## Galleri
- Köpmangatan 18 i 1757
- Köpmangatan fra Köpmantorget, 1903
- Bartelska huset i 2016
- Samfundet S:t Eriks lokaler i 2016
- Trädgårdstvärgränd fra Köpmansgatan i 2009
- Köpmangatan fra Stortorget i 2009